# Holomamoea
Holomamoea is een spinnengeslacht uit de familie Desidae. De enige soort komt voor in Nieuw-Zeeland.

## Soort
- Holomamoea foveata Forster & Wilton, 1973